# 47-XX
Classificazione delle ricerche matematiche: sezioni di livello 1

00-XX 01 03 05 06 08 | 11 12 13 14 15 16 17 18 19 20 22 | 26 28 30 31 32 33 34 35 37 39 40 41 42 43 44 45 46 47 49 | 
 51 52 53 54 55 57 58 | 60 62 65 68 | 70 74 76 78 | 80 81 82 83 85 86 | 90 91 92 93 94 97-XX
47-XX è la sigla della sezione primaria dello schema di classificazione
MSC dedicata alla teoria degli operatori.
La pagina attuale presenta la struttura ad albero delle sue sottosezioni secondarie e terziarie.

## 47-XX
teoria degli operatori
- 47-00 opere di riferimento generale (manuali, dizionari, bibliografie etc.)
- 47-01 esposizione didattica (libri di testo, articoli tutoriali etc.)
- 47-02 presentazione di ricerche (monografie, articoli di rassegna)
- 47-03 opere storiche {!va assegnato almeno un altro numero di classificazione della sezione 01-XX}
- 47-04 calcolo automatico esplicito e programmi (non teoria della computazione o della programmazione)
- 47-06 atti, conferenze, collezioni ecc.

## 47Axx
teoria generale degli operatori lineari
- 47A05 generalità (aggiunti, coniugati, prodotti, inversi, domini, codomini etc.)
- 47A06 relazioni lineari (operatori lineari multivalori)
- 47A07 forme (bilineari, sesquilineari, multilineari)
- 47A10 spettro, risolvente
- 47A11 proprietà spettrali locali
- 47A12 range numerico, raggio numerico
- 47A13 teoria operatoriale in molte variabili (spettrale, di Fredholm etc.)
- 47A15 sottospazi invarianti
- 47A16 vettori ciclici ed iperciclici
- 47A20 dilatazioni, estensioni, compressioni
- 47A25 insiemi spettrali
- 47A30 norme (disuguaglianze, più di una norma etc.)
- 47A35 teoria ergodica [vedi anche 37Axx]
- 47A40 teoria della diffusione [vedi anche 34L25, 35P25, 81Uxx]
- 47A45 modelli canonici per contrazioni ed operatori non autoaggiunti
- 47A46 catene (nests) di proiezioni o di sottospazi invarianti, integrali lungo catene ecc.
- 47A48 collegamenti? di operatori (= nodi), vasi, sistemi lineari, funzioni caratteristiche, realizzazioni ecc.
- 47A50 equazioni e disuguaglianze coinvolgenti operatori lineari, con incognite vettoriali
- 47A53 operatori di Fredholm ed operatori semi-Fredholm; teorie di indice [vedi anche 58B10, 58J20]
- 47A55 teoria delle perturbazioni
- 47A56 funzioni aventi operatori lineari come valori (funzioni aventi come valori operatori, matrici etc., incluse le funzioni analitiche e le meromorfe)
- 47A57 metodi operatoriali in interpolazione, problemi di momento e di estensione [vedi anche 30E05, 42A70, 42A82, 44A60]
- 47A58 teoria dell'approssimazione degli operatori
- 47A60 calcolo funzionale
- 47A62 equazioni coinvolgenti operatori lineari, aventi operatori come incognite
- 47A63 disuguaglianze tra operatori
- 47A64 medie di operatori, operatori abbreviati ecc.
- 47A65 teoria strutturale
- 47A66 operatori quasitriangolari, operatori non quasitriangolari, operatori quasidiagonali, operatori non quasidiagonali
- 47A67 teoria delle rappresentazioni
- 47A68 teoria delle fattorizzazioni (incluse fattorizzazione di Wiener-Hopf e fattorizzazione spettrale)
- 47A70 sviluppi mediante autofunzioni (generalizzate); spazi di Hilbert attrezzati?rigged
- 47A75 problemi agli autovalori [vedi anche 49R50]
- 47A80 prodotti tensoriali di operatori [vedi anche 46M05]
- 47A99 argomenti diversi dai precedenti, ma in questa sezione

## 47Bxx
classi speciali di operatori lineari
- 47B06 operatori di Riesz; distribuzioni di autovalori; numeri di approssimazione, s-numeri, numeri di Kolmogorov, numeri di entropia ecc. per operatori
- 47B07 operatori definiti da proprietà di compattezza
- 47B10 operatori appartenenti a ideali di operatori (nucleari, p-sommanti?, nelle classi di Schatten-Von Neumann etc.) [vedi anche 47L20]
- 47B15 operatori hermitiani ed operatori normali (misure spettrali, funzionale calcolo etc.)
- 47B20 operatori subnormali, operatori iponormali ecc.
- 47B25 operatori simmetrici ed autoaggiunti (non-limitati)
- 47B32 operatori in spazi di Hilbert riproducenti? il nucleo
- 47B33 operatori di composizione
- 47B34 operatori di nucleo
- 47B35 operatori di Toeplitz, operatori di Hankel, operatori di Wiener-Hopf {per altri operatori integrali, vedi 45P05, 47G10} [vedi anche 32A25, 32M15]
- 47B36 operatori (matrici) di Jacobi (tridiagonali) e generalizzazioni
- 47B37 operatori su spazi speciali (shifts?spostamenti pesati, operatori su spazi di successioni etc.)
- 47B38 operatori su spazi di funzioni (generale)
- 47B39 operatori differenza [vedi anche 39A70]
- 47B40 operatori spettrali, operatori decomponibili, operatori ben-limitati ecc.
- 47B44 operatori accrescitivi?, operatori dissipativi ecc.
- 47B47 commutatori, operatori elementari di derivazioni ecc.
- 47B48 operatori sulle algebre di Banach
- 47B49 trasformatori (= operatori su spazi di operatori)
- 47B50 operatori su spazi con una metrica indefinita [vedi anche 46C50]
- 47B60 operatori su spazi ordinati
- 47B65 operatori positivi ed operatori a ordine limitato?minorati e maggiorati
- 47B80 operatori casuali [vedi anche 60H25]
- 47B99 argomenti diversi dai precedenti, ma in questa sezione

## 47Cxx
operatori lineari individuali come elementi di sistemi algebrici
- 47C05 operatori in algebre
- 47C10 operatori in *-algebre
- 47C15 operatori in C*-algebre o in algebre di von Neumann
- 47C99 argomenti diversi dai precedenti, ma in questa sezione

## 47Dxx
gruppi e semigruppi di operatori lineari, loro generalizzazioni ed applicazioni
- 47D03 semigruppi di operatori lineari {per operatori non lineari, vedi 47H20} [vedi anche 20M20]
- 47D06 semigruppi a un parametro ed equazioni di evoluzione lineare [vedi anche 34G10, 34K30]
- 47D07 semigruppi di Markov {per i processi di Markov, vedi 60Jxx}
- 47D08 semigruppi di Schrödinger e di Feynman-Kac
- 47D09 funzioni seno e coseno di operatori e problemi di Cauchy di ordine superiore [vedi anche 34G10]
- 47D60 C-semigruppi
- 47D62 semigruppi integrati
- 47D99 argomenti diversi dai precedenti, ma in questa sezione

## 47Exx
- 47E05 operatori differenziali ordinari [vedi anche 34Bxx, 34Lxx] (dovrebbe anche essere assegnato almeno un altro numero di classificazione della sezione 47)
- 47E99 argomenti diversi dai precedenti, ma in questa sezione

## 47Fxx
operatori differenziali alle derivate parziali [vedi anche 35Pxx, 58Jxx]
- 47F05 operatori differenziali alle derivate parziali [vedi anche 35Pxx, 58Jxx] (dovrebbe anche essere assegnato almeno un altro numero di classificazione della sezione 47)
- 47F99 argomenti diversi dai precedenti, ma in questa sezione

## 47Gxx
operatori integrali, operatori integro-differenziali e operatori pseudodifferenziali
[vedi anche 58Jxx]
- 47G10 operatori integrali [vedi anche 45P05]
- 47G20 operatori integro-differenziali [vedi anche 34K30, 35R10, 45J05, 45K05]
- 47G30 operatori pseudodifferenziali [vedi anche 35Sxx, 58Jxx]
- 47G99 argomenti diversi dai precedenti, ma in questa sezione

## 47Hxx
operatori non lineari e loro proprietà
{per aspetti globali e geometrici, vedi 58-XX e specialmente 58Cxx}
- 47H04 operatori aventi insiemi come valori [vedi anche 28B20, 54C60, 58C06]
- 47H05 operatori monotoni (rispetto alla dualità)
- 47H06 operatori accrescitivi, operatori dissipativi ecc.
- 47H07 operatori monotoni ed operatori positivi sugli spazi ordinati di Banach o su altri spazi vettoriali topologici ordinati
- 47H08 misure di non compattezza e mappe condensanti, contrazioni di K-insiemi ecc.
- 47H09 applicazioni non espansive e loro generalizzazioni (applicazioni ultimativamente compatte, misure di non compattezza ed applicazioni non condensanti, applicazioni A-proprie, contrazioni di K-insiemi etc.)
- 47H10 teoremi di punto fisso [vedi anche 54H25, 55M20, 58C30]
- 47H11 teoria del grado [vedi anche 55M25, 58C30]
- 47H12 teoria spettrale degli operatori non lineari [vedi anche 58C40]
- 47H14 perturbazioni di operatori nonlineari
- 47H20 semigruppi di operatori non lineari
- 47H25 teoremi ergodici nonlineari [vedi anche 28Dxx, 37Axx, 47A35]
- 47H30 particolari operatori non lineari (di sovrapposizione, di Hammerstein, di Nemytskii, di Uryson etc.) [vedi anche 45P05]
- 47H40 operatori casuali [vedi anche 60H25]
- 47H60 operatori multilineari e polinomiali [vedi anche 46G25]
- 47H99 argomenti diversi dai precedenti, ma in questa sezione

## 47Jxx
equazioni e disuguaglianze coinvolgenti operatori lineari
- 47J05 equazione coinvolgenti operatori nonlineari (generale)
- 47J07 applicazioni inverse astratte e teoremi di funzioni implicite [vedi anche 46T20, 58C15]
- 47J10 problemi agli autovalori nonlineari
- 47J15 teoria astratta della biforcazione [vedi anche 58E07, 58E09]
- 47J20 disuguaglianze variazionali e di altro tipo coinvolgenti operatori nonlineari (generale)
- 47J22 inclusioni variazionali e altri tipi di inclusioni [vedi anche 34A60, 49J21, 49K21]
- 47J25 metodi per la risoluzione di equazioni nonlineari agli operatori (generale)
- 47J30 teoria di punto critico infinito-dimensionale e metodi variazionali [vedi anche 58Exx]
- 47J35 equazioni di evoluzione nonlineari [vedi anche 34G20, 35K90, 35L90, 35Qxx, 35R20, 47H20, 58D25]
- 47J40 equazioni con isteresi
- 47J99 argomenti diversi dai precedenti, ma in questa sezione

## 47Lxx
spazi lineari ed algebre di operatori
[vedi anche 46Lxx]
- 47L05 spazi lineari di operatori [vedi anche 46A32, 46B28]
- 47L07 insiemi convessi e coni di operatori [vedi anche 46A55, 90C25, 90C31]
- 47L10 algebre di operatori su spazi di Banach e altri spazi lineari topologici
- 47L15 algebre di operatori con struttura a simboli?
- 47L20 ideali di operatori
- 47L22 ideali di polinomi e di mappe multilineari
- 47L25 spazi di operatori (=spazi matricialmente normati) [vedi anche 46L07]
- 47L30 algebre astratte di operatori su spazi di Hilbert
- 47L35 algebre nest?a nido, algebre CSL
- 47L40 algebre limite, sottoalgebre di C*-algebre
- 47L45 algebre duali; algebre di operatori debolmente chiuse singolarmente generate
- 47L50 spazi duali di algebre di operatori
- 47L55 rappresentazioni di algebre di operatori (nonautoaggiunti)
- 47L60 algebre di operatori illimitati; algebre di operatori parziali
- 47L65 algebre a prodotto incrociato (prodotti analitici incrociati)
- 47L70 algebre nonassociative di operatori nonautoaggiunti
- 47L75 altre algebre di operatori nonautoaggiunti
- 47L80 algebre di tipi specifici di operatori (di Töplitz, integrali, pseudodifferenziali etc.)
- 47L90 applicazioni delle algebre di operatori alla fisica
- 47L99 argomenti diversi dai precedenti, ma in questa sezione

## 47Nxx
applicazioni varie della teoria degli operatori
[vedi anche 46Nxx]
- 47N10 applicazioni in ottimizzazione, in analisi convessa, in programmazione matematica, in economia
- 47N20 applicazioni alle equazioni differenziali ed alle equazioni integrali
- 47N30 applicazioni in teoria della probabilità ed in statistica
- 47N40 applicazioni in analisi numerica [vedi anche 65Jxx]
- 47N50 applicazioni in fisica quantistica
- 47N60 applicazioni in biologia ed in altre scienze
- 47N70 applicazioni in teoria dei sistemi, in teoria dei circuiti ecc.
- 47N99 argomenti diversi dai precedenti, ma in questa sezione

## 47Sxx
altri tipi (non classici) di teoria degli operatori
[vedi anche 46Sxx]
- 47S10 teoria degli operatori sopra campi diversi da R, da C e dai quaternioni; teoria degli operatori non-Archimedei
- 47S20 teoria degli operatori non standard [vedi anche 03H05]
- 47S30 teoria degli operatori costruttiva [vedi anche 03F65]
- 47S40 teoria degli operatori sfumati [vedi anche 03E72]
- 47S50 teoria degli operatori in spazi lineari metrici probabilistici
- 47S99 argomenti diversi dai precedenti, ma in questa sezione

Classificazione delle ricerche matematiche: sezioni di livello 1

00-XX 01 03 05 06 08 | 11 12 13 14 15 16 17 18 19 20 22 | 26 28 30 31 32 33 34 35 37 39 40 41 42 43 44 45 46 47 49 | 
 51 52 53 54 55 57 58 | 60 62 65 68 | 70 74 76 78 | 80 81 82 83 85 86 | 90 91 92 93 94 97-XX